# 劉恭 (式侯)
劉 恭（りゅう きょう、? - 52年）は、新末後漢初の漢皇室の宗族の人物。字が不明で、劉恭という人物は多いので、爵位をもって式侯劉恭（しきこうりゅうきょう）とも呼ばれる。斉悼恵王劉肥の次男の城陽景王劉章の末裔。式侯劉萌の子。弟は劉茂・劉盆子。

## 生涯
前漢が王莽によって滅ぼされると、父の劉萌は庶民に落とされた（『漢書』王子侯表）。劉恭は若くして『尚書』を習い、あらまし大義に通じたと云う。赤眉軍が泰山郡式県を通る際、弟の劉茂・劉盆子共々さらわれた。赤眉の大将の樊崇が更始帝劉玄に降伏した時、劉恭も降って式侯に封じられ、侍中となって長安へ随行した。樊崇らは更始帝の統治を見限り、再び赤眉軍を率いて関中に進み、鄭において籤によって劉盆子を皇帝に立てた（劉盆子伝）。
これを聞いた劉恭は自ら獄に繋がれた。赤眉が長安を陥落させると、劉恭は獄から出され、高陵に逃げた更始帝を徒歩で追い、更始帝は劉恭を伝手に赤眉に降った。当初、更始帝劉玄は長沙王に封じられるはずが、赤眉は約束を違えて、劉玄を殺そうとするので、劉恭は自刃しようとし、あわてて樊崇らは劉玄共々救った。なおも劉恭は強く請い、劉玄を長沙王に封じることを得た。しかし、更始帝の元配下であった張卬は、劉玄が再び祀り上げられるのを恐れ、赤眉の将の謝禄をそそのかして、郊外において劉玄を絞殺させた。劉恭は夜中に劉玄の遺体を見つけ収めた（劉玄伝）。
劉恭は、赤眉が敗れて禍が自らに及ぶと察し、劉盆子に皇帝の座を辞去する言を与えた。建武2年（26年）正月、宴会の最中、劉恭は樊崇らを戒めたが、「式侯の知る所であるまい」とかえって恫喝された。劉恭は引き下がったが、劉盆子は劉恭に教えられた辞去の言を述べ、一時的に赤眉の将をひれ伏せさせた。
建武3年（27年）、光武帝は東に逃がれようとする赤眉を宜陽で遮った。赤眉はその大軍を見て降伏しようとし、その使者に劉恭を遣った。
後に、劉恭は劉玄のため謝禄を殺し、自ら獄に繋がれたが、光武帝は赦して処罰しなかった（劉盆子伝）。
寿光侯劉鯉は劉玄の子であるが、光武帝の子の沛王劉輔に目をかけられることとなった。劉鯉は劉盆子が父を殺害したと怨み、劉輔に目をかけられることを幸いに、賓客を集め、劉盆子の兄の劉恭を殺した。劉輔も連座して獄に繋がれたが、3日で出られた（沛献王輔伝）。建武28年(52年)の事であった。